# Wilfried Terno
Wilfried Terno (* 31. Januar 1946 in Vetschau/Spreewald) ist ein ehemaliger deutscher Richter am Bundesgerichtshof.
Nach Ableisten des Grundwehrdienstes studierte er Rechtswissenschaften an der Georg-August-Universität Göttingen und legte das zweite Staatsexamen 1974 ab. Bis Mitte 1979 war er Richter am Landgericht Hannover. Anschließend war er bis Mitte 1982 als wissenschaftlicher Mitarbeiter beim Bundesverfassungsgericht und bis Mitte 1991 als Richter am Oberlandesgericht Oldenburg tätig.
Terno wurde im Juli 1991 Richter am Bundesgerichtshof. Er gehörte dort zunächst dem 3. Strafsenat des Bundesgerichtshofs an, 1992 wechselte er in den mit Versicherungsrecht und Erbrecht befassten IV. Zivilsenat. 1992 wurde er stellvertretender Vorsitzender und im Mai 2001 Vorsitzender Richter im IV. Zivilsenat. Am 31. Januar 2011 trat er bei Erreichen der Altersgrenze in den Ruhestand. Seit März 2011 ist er für die Wirtschaftskanzlei Johannsen tätig.
Terno war Mitherausgeber der Zeitschrift für Notarpraxis (ZNotP) und gehört weiter der Schriftleitung der Fachzeitschrift Recht und Schaden (r+s) an.